# Slovenië op de Olympische Winterspelen 2010

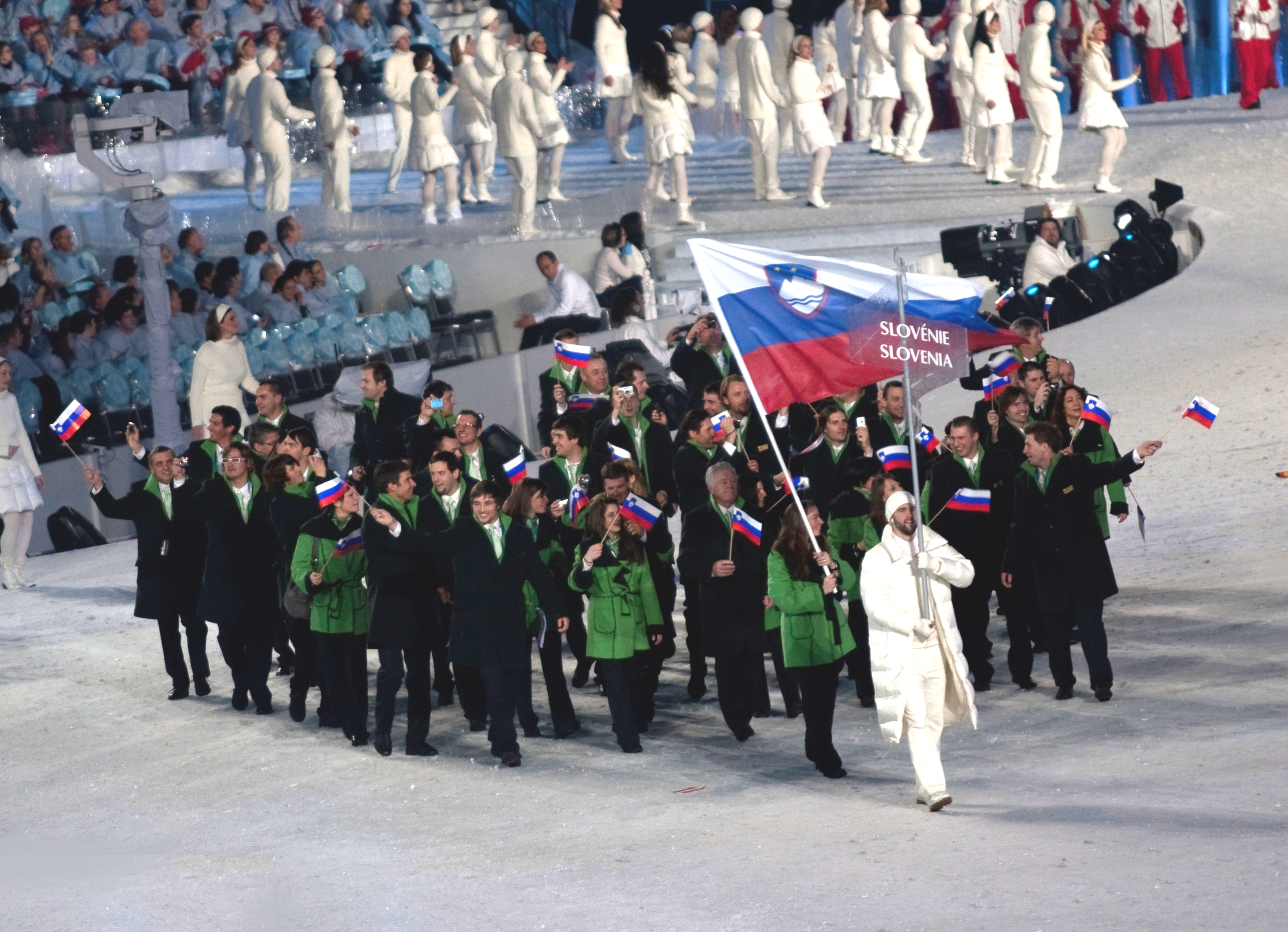
Het team van Slovenië bij de opening

Tijdens de Olympische Winterspelen van 2010, die in Vancouver (Canada) werden gehouden, nam Slovenië voor de zesde keer deel aan de Winterspelen.

## Medailleoverzicht
| Sport       | Olympiër     | Discipline                      | Medaille |
| ----------- | ------------ | ------------------------------- | -------- |
| Alpineskiën | Tina Maze    | reuzenslalom (v)                | Zilver   |
| Alpineskiën | Tina Maze    | super-g (v)                     | Zilver   |
| Langlaufen  | Petra Majdič | sprint individueel klassiek (v) | Brons    |

## Deelnemers en resultaten
(m) = mannen, (v) = vrouwen 

### Alpineskiën
| Olympiër       | Discipline           | Resultaat | Prestatie                         |
| -------------- | -------------------- | --------- | --------------------------------- |
| Andrej Krizaj  | Afdaling (m)         | 37e       | 1.57,72 (+3,41)                   |
| Andrej Krizaj  | Super-combinatie (m) | DNF       | 1.56,48+DNF                       |
| Andrej Krizaj  | Super-G (m)          | DSQ       | DSQ                               |
| Andrej Krizaj  | Reuzenslalom (m)     | 33e       | 2.44,22 (+6,39) — 1.20,48+1.23,74 |
| Andrej Sporn   | Afdaling (m)         | DNF       | DNF                               |
| Andrej Sporn   | Super-combinatie (m) | DNF       | 1.54,56+DNF                       |
| Andrej Sporn   | Super-G (m)          | 18e       | 1.31,58 (+1,24)                   |
| Andrej Sporn   | Reuzenslalom (m)     | 25e       | 2.41,05 (+1,38) — 1.19,19+1.21,86 |
| Andrej Jerman  | Afdaling (m)         | 28e       | 1.56,35 (+2,04)                   |
| Andrej Jerman  | Super-combinatie (m) | 27e       | 2.50,84 (+5,92) — 1.56,03+54,81   |
| Andrej Jerman  | Super-G (m)          | DNF       | DNF                               |
| Rok Perko      | Afdaling (m)         | 14e       | 1.55,26 (+0,95)                   |
| Aleš Gorza     | Super-G (m)          | 11e       | 1.31,07 (+0,73)                   |
| Aleš Gorza     | Reuzenslalom (m)     | 10e       | 2.39,21 (+1,38) — 1.17,95+1.21,26 |
| Janez Jazbec   | Reuzenslalom (m)     | 19e       | 2.39,96 (+2,13) — 1.18,92+1.21,04 |
| Mitja Dragsic  | Slalom (m)           | DNF       | DNF-1                             |
| Matic Skube    | Slalom (m)           | DNF       | DNF-1                             |
| Bernard Vajdic | Slalom (m)           | DNF       | DNF-1                             |
| Mitja Valencic | Slalom (m)           | 6e        | 1.40,35 (+1,03) — 48,22+52,13     |
|                |                      |           |                                   |
| Tina Maze      | Super-combinatie (v) | 5e        | 2.10,53 (+1,39) — 1.25,97+44,56   |
| Tina Maze      | Afdaling (v)         | 18e       | 1.47,94 (+3,75)                   |
| Tina Maze      | Super-G (v)          | Zilver    | 1.20,63 (+0,49)                   |
| Tina Maze      | Reuzenslalom (v)     | Zilver    | 2.27,15 (+0,04) — 1.15,39+1.11,76 |
| Tina Maze      | Slalom (v)           | 9e        | 1.45,09 (+2,20) — 52,28+52,81     |
| Marusa Ferk    | Super-combinatie (v) | 15e       | 2.12,98 (+3,84) — 1.26,15+46,83   |
| Marusa Ferk    | Afdaling (v)         | 20e       | 1,48,24 (+4,05)                   |
| Marusa Ferk    | Super-G (v)          | DNF       | DNF                               |
| Marusa Ferk    | Slalom (v)           | 23e       | 1.47,03 (+4,14) — 53,20+53,83     |
| Ana Drev       | Reuzenslalom (v)     | 19e       | 2.28,83 (+1,72) — 1.17,63+1.11,20 |
| Ana Drev       | Slalom (v)           | DNF       | DNF-1                             |

### Biatlon
| Olympiër                                                            | Discipline                | Resultaat | Prestatie |
| ------------------------------------------------------------------- | ------------------------- | --------- | --- |
| Klemen Bauer                                                        | 10 km sprint (m)          | 4e        | 24.25,2 (+0.17,4) pen.: 1 (0 + 1)                                                                             |
| Klemen Bauer                                                        | 12,5 km achtervolging (m) | 9e        | 34.33,8 (+0.55,4) pen.: 1 (1 + 0 + 2 + 2)                                                                     |
| Klemen Bauer                                                        | 20 km individueel (m)     | 32e       | 52.43,9 (+4.21,4) pen.: 3 (0 + 2 + 0 + 1)                                                                     |
| Klemen Bauer                                                        | 15 km massastart (m)      | 28e       | 38.16,9 (+2.41,2) pen.: 5 (2 + 0 + 0 + 3)                                                                     |
| Peter Dokl                                                          | 10 km sprint (m)          | 58e       | 27.21,0 (+3.13,2) pen.: 0 (0 + 0)                                                                             |
| Peter Dokl                                                          | 12,5 km achtervolging (m) | dnf       | dnf pen.: 5 (0 + 3 + 2)                                                                                       |
| Peter Dokl                                                          | 20 km individueel (m)     | 75e       | 56.41,9 (+8.19,4) pen.: 2 (2 + 0 + 0 + 0)                                                                     |
| Janez Maric                                                         | 10 km sprint (m)          | 27e       | 26.12,5 (+2.04,7) pen.: 2 (1 + 1)                                                                             |
| Janez Maric                                                         | 12,5 km achtervolging (m) | 47e       | 37.28,4 (+3.50,0) pen.: 5 (0 + 1 + 3 + 1)                                                                     |
| Janez Maric                                                         | 20 km individueel (m)     | 62e       | 54.46,4 (+6.23,9) pen.: 5 (1 + 2 + 1 + 1)                                                                     |
| Vasja Rupnik                                                        | 10 km sprint (m)          | 57e       | 27.20,8 (+3.13,0) pen.: 3 (0 + 3)                                                                             |
| Vasja Rupnik                                                        | 12,5 km achtervolging (m) | 59e       | 41.59,2 (+8.20,8) pen.: 11 (1 + 2 + 4 + 4)                                                                    |
| Vasja Rupnik                                                        | 20 km individueel (m)     | 49e       | 53.49,8 (+5.27,3) pen.: 4 (1 + 1 + 1 + 1)                                                                     |
| Peter Dokl Klemen Bauer Vasja Rupnik Janez Marič                    | 4×7,5 km estafette (m)    | 17e       | 1:29.52,4(+8.14,3) pen.: 3 (0+6 3+10) 23.09,1 (0+2 1+3) 22.24,3 (0+0 2+3) 22.10,2 (0+3 0+2) 22.08,8 (0+1 0+2) |
|                                                                     |                           |           | |
| Teja Gregorin                                                       | 7,5 km sprint (v)         | 9e        | 20.29,2 (+0.33,6) pen.: 0 (0 + 0)                                                                             |
| Teja Gregorin                                                       | 10 km achtervolging (v)   | 9e        | 31.38,6 (+1.22,6) pen.: 2 (0 + 0 + 1 + 1)                                                                     |
| Teja Gregorin                                                       | 15 km individueel (v)     | 36e       | 44.29,1 (+3.36,3) pen.: 3 (0 + 1 + 0 + 2)                                                                     |
| Teja Gregorin                                                       | 12,5 km massastart (v)    | 5e        | 35.49,0 (+0.29,4) pen.: 1 (0 + 0 + 0 + 1)                                                                     |
| Andreja Mali                                                        | 7,5 km sprint (v)         | 31e       | 21.32,6 (+1.37,0) pen.: 0 (0 + 0)                                                                             |
| Andreja Mali                                                        | 10 km achtervolging (v)   | 33e       | 33.53,9 (+3.37,9) pen.: 2 (1 + 0 + 1 + 0)                                                                     |
| Andreja Mali                                                        | 15 km individueel (v)     | 19e       | 43.14,4 (+2.21,6) pen.: 0 (0 + 0 + 0 + 0)                                                                     |
| Andreja Mali                                                        | 12,5 km massastart (v)    | 26e       | 38.53,9 (+3.34,3) pen.: 4 (0 + 2 + 0 + 2)                                                                     |
| Dijana Ravnikar                                                     | 7,5 km sprint (v)         | 37e       | 21.49,7 (+1.54,1) pen.: 1 (0 + 1)                                                                             |
| Dijana Ravnikar                                                     | 10 km achtervolging (v)   | 39e       | 34.02,7 (+3.46,7) pen.: 1 (0 + 0 + 1 + 0)                                                                     |
| Dijana Ravnikar                                                     | 15 km individueel (v)     | 35e       | 44.27,4 (+3.34,6) pen.: 2 (1 + 0 + 0 + 1)                                                                     |
| Tadeja Brankovic-Likozar                                            | 7,5 km sprint (v)         | 75e       | 23.13,3 (+3.17,7) pen.: 4 (1 + 3)                                                                             |
| Tadeja Brankovic-Likozar                                            | 15 km individueel (v)     | 63e       | 47.09,5 (+6.16,7) pen.: 4 (1 + 1 + 2 + 0)                                                                     |
| Dijana Ravnikar Andreja Mali Tadeja Brankovič-Likozar Teja Gregorin | 4×6 km estafette (v)      | 8e        | 1:12.02,4 (+2.26,1) pen.: (0+4 0+2) 17.50,4 (0+0 0+1) 18.18,2 (0+1 0+1) 18.07,8 (0+2 0+0) 17.46,0 (0+1 0+0)   |

### Freestyleskiën
| Olympiër      | Discipline    | Resultaat | Prestatie                                                                                        |
| ------------- | ------------- | --------- | ------------------------------------------------------------------------------------------------ |
| Filip Flisar  | ski cross (m) | 8e        | kwalificatie: 7e (1.13,46) achtste finale: 1e kwartfinale: 2e halve finale: 4e kleine finale: 4e |
|               |               |           |                                                                                                  |
| Nina Bednarik | moguls (v)    | 26e       | kwalificatie: 26e - uitgeschakeld: 13.79 ptn                                                     |
| Sasa Faric    | ski cross (v) | 14e       | kwalificatie: 16e (1.20,01) achtste finale: 2e kwartfinale: 4e - uitgeschakeld                   |

### Kunstrijden
| Olympiër       | Discipline | Resultaat | Prestatie                                         |
| -------------- | ---------- | --------- | ------------------------------------------------- |
| Gregor Urbas   | mannen     | 27e       | 53.02 (korte kür: 53.02, vrije kür: niet bereikt) |
| Teodora Poštič | vrouwen    | 27e       | 43.80 (korte kür: 43.80, vrije kür: niet bereikt) |

### Langlaufen
| Olympiër                                                            | Discipline              | Resultaat | Prestatie |
| ------------------------------------------------------------------- | ----------------------- | --------- | --- |
| Anja Erzen                                                          | 15 km achtervolging (v) | 60e       | 48.22,9 (+8.24,8) |
| Vesna Fabjan                                                        | sprint (v)              | KF        | kwalificatie: 3.48.40 (+10,35) 21e; kwartfinale-1: 3.43,7 (+8,3) 5e                                                   |
| Vesna Fabjan                                                        | 10 km vrije stijl (v)   | 33e       | 26.51,6 (+1.53,2) |
| Barbara Jezeršek                                                    | 10 km vrije stijl (v)   | 41e       | 27.17,3 (+2.18,9) |
| Barbara Jezeršek                                                    | 15 km achtervolging (v) | 17e       | 42.17,0 (+2.18,9) |
| Petra Majdič                                                        | sprint (v)              | Brons     | kwalificatie: 3.47,84 (+9,79) 19e; kwartfinale-4: 3.40,2 (1e) halve finale-2: 3.41,2 (+3,2) 4e; finale: 3.41,0 (+1,8) |
| Katja Višnar                                                        | sprint (v)              | KF        | kwalificatie: 3.44,10 (+6,05) 7e; kwartfinale-2: 3.43,5 (+1,6) 4e                                                     |
| Katja Višnar Vesna Fabjan                                           | teamsprint (v)          | HF        | halve finale-2: 18.58,9 (5e)                                                                                          |
| Team Slovenië Anja Erzen Katja Višnar Vesna Fabjan Barbara Jezeršek | 4× 5 km (v)             | 15e       | 59.47,5 (+4.28,0) 16.00,8 16.32,3 13.25,0 13.49,4                                                                     |

### Noordse combinatie
| Olympiër      | Discipline                   | Resultaat | Prestatie                                                         |
| ------------- | ---------------------------- | --------- | ----------------------------------------------------------------- |
| Gasper Berlot | gundersen normale schans (m) | 37e       | schansspringen: 99,0 m - 119,5 p (13e + 1.04) langlaufen: 28.19,5 |
| Gasper Berlot | gundersen grote schans (m)   | 37e       | schansspringen: 112,5 m - 89,2 p (32e + 2.31) langlaufen: 29.29,9 |
| Mitja Oranič  | gundersen normale schans (m) | 31e       | schansspringen: 93,5 m - 108,0 p (36e + 1.50) langlaufen: 27.38,3 |
| Mitja Oranič  | gundersen grote schans (m)   | 41e       | schansspringen: 111,0 m - 88,5 p (33e + 2.34) langlaufen: 30.16,1 |

### Rodelen
| Olympiër       | Discipline | Resultaat | Prestatie                                    |
| -------------- | ---------- | --------- | -------------------------------------------- |
| Domen Pociecha | mannen     | 27e       | 3.17,746 (49,340 / 49,457 / 49,587 / 49,362) |

### Schansspringen
| Olympiër                                                 | Discipline              | Resultaat | Prestatie |
| -------------------------------------------------------- | ----------------------- | --------- | --- |
| Jernej Damjan                                            | normale schans ind. (m) | 38e       | 108 p. (93,5 m en dnq) kwalificatie 15e — 126,5 p. (102,5 m) |
| Jernej Damjan                                            | grote schans ind. (m)   | 33e       | 89,7 p. (114,0 m en dnq) kwalificatie 23e — 121,1 p. (129,5 m) |
| Robert Kranjec                                           | normale schans ind. (m) | 6e        | 259,5 p. (102,0 m en 102,5 m) gekwalificeerd vanwege top-10 plaats in de actuele wereldbekerstand                                                                                    |
| Robert Kranjec                                           | grote schans ind. (m)   | 9e        | 233,7 p. (118,5 m en 135,5 m) gekwalificeerd vanwege top-10 plaats in de actuele wereldbekerstand                                                                                    |
| Mitja Mežnar                                             | grote schans ind. (m)   | 29e       | 198,5 p. (119,0 m en 118,5,0 m) kwalificatie 39e — 101 p. (120,0 m) |
| Primoz Pikl                                              | normale schans ind. (m) | 24e       | 234,5 p. (97,5 m en 97,5 m) kwalificatie 27e — 116,5 p. (97,5 m) |
| Peter Prevc                                              | normale schans ind. (m) | 7e        | 259 p. (100,0 m en 104,5 m) kwalificatie 13e — 127 p. (101,5 m) |
| Peter Prevc                                              | grote schans ind. (m)   | 16e       | 222,3 p. (124,5 m en 124,0 m) kwalificatie 21e — 122,1 p. (129,5 m) |
| Team Primoz Pikl Mitja Mežnar Peter Prevc Robert Kranjec | grote schans team (m)   | 8e        | 958,8 punten 109,2 p. (124,0 m.) + 102,1 p. (119,5 m.) 114,7 p. (126,5 m.) + 124,3 p. (131,0 m.) 127,1 p. (132,0 m.) + 118,0 p. (127,5 m.) 121,2 p. (129,0 m.) + 142,2 p. (139,0 m.) |

dnq: niet geplaatst voor de tweede ronde

### Skeleton
| Olympiër    | Discipline | Resultaat | Prestatie                                                         |
| ----------- | ---------- | --------- | ----------------------------------------------------------------- |
| Anze Setina | mannen     | 21e       | 2.42,60 (54,50 / 54,35 / 53,75 / niet gekwalificeerd voor 4e run) |

### Snowboarden
| Olympiër         | Discipline               | Resultaat | Prestatie |
| ---------------- | ------------------------ | --------- | --- |
| Rok Rogeij       | cross (m)                | 24e       | kwalificatie: 22e (1.23,37) achtste finale: 4e - uitgeschakeld |
| Rok Flander      | parallelreuzenslalom (m) | 8e        | kwalificatie: 15e (1.18,64) achtste finale: gewonnen van Sylvain Dufour ( FRA) kwartfinale: verloren van Jasey-Jay Anderson ( CAN) plaats 5-8: verloren van Simon Schoch ( SUI) plaats 7-8: verloren van Chris Klug ( USA) |
| Zan Kosir        | parallelreuzenslalom (m) | 6e        | kwalificatie: 12e (1.18,31) achtste finale: gewonnen van Matthew Morison ( CAN) kwartfinale: verloren van Benjamin Karl ( AUT) plaats 5-8: gewonnen van Chris Klug ( USA) plaats 5-6: verloren van Simon Schoch ( SUI)     |
| Rok Marguc       | parallelreuzenslalom (m) | 23e       | kwalificatie: 23e (1.21,09) - uitgeschakeld |
| Izidor Sustersic | parallelreuzenslalom (m) | 25e       | kwalificatie: 25e (1.22,01) - uitgeschakeld |
|                  |                          |           | |
| Cilka Sadar      | halfpipe (v)             | 17e       | kwalificatie: 18e; 26,8 ptn (18,2 en 26,8) halve finale: 30,1 ptn (30,1 en 21,5) - uitgeschakeld |
| Glorija Kotnik   | parallelreuzenslalom (v) | 27e       | kwalificatie: 27e (1.32,11) - uitgeschakeld |

Albanië · Algerije · Andorra · Argentinië · Armenië · Australië · Azerbeidzjan · België · Bermuda · Bosnië en Herzegovina · Brazilië · Bulgarije · Canada · Chili · China · Chinees Taipei · Colombia · Cyprus · Denemarken · Duitsland · Estland · Ethiopië · Finland · Frankrijk · Georgië · Ghana · Griekenland · Groot-Brittannië · Hongarije · Hongkong · Ierland · IJsland · India · Iran · Israël · Italië · Jamaica · Japan · Kaaimaneilanden · Kazachstan · Kirgizië · Kroatië · Letland · Libanon · Liechtenstein · Litouwen · Macedonië · Marokko · Mexico · Moldavië · Monaco · Mongolië · Montenegro · Nederland · Nepal · Nieuw-Zeeland · Noord-Korea · Noorwegen · Oekraïne · Oezbekistan · Oostenrijk · Pakistan · Peru · Polen · Portugal · Roemenië · Rusland · San Marino · Senegal · Servië · Slovenië · Slowakije · Spanje · Tadzjikistan · Tsjechië · Turkije · Verenigde Staten · Wit-Rusland · Zuid-Afrika · Zuid-Korea · Zweden · Zwitserland